# Tarangire-Nationalpark
Der Tarangire-Nationalpark ist ein Nationalpark im Norden Tansanias. Er wurde im Jahr 1970 eingerichtet, ist 2600 Quadratkilometer groß und liegt südwestlich von Arusha in der Nähe des Manyara-Sees auf 900 bis 1250 m Höhe über dem Meeresspiegel. Der Jahresniederschlag beträgt 650 bis 700 mm.

## Landschaft und Bewuchs
Obwohl das Klima in Tarangire trockener ist als die der Serengeti, ist die Vegetation im Allgemeinen dichter und umfasst Elefantengras, große Flächen gemischter Akazienwälder und einige Galeriewälder. Durch den Park fließt der Tarangire-Fluss, der ständig Wasser führt, sodass zur jährlichen Trockenzeit von Juli bis Oktober viele Tiere aus trockeneren Regionen einwandern, was die höchste Großtierdichte in Tansania nach dem Ngorongoro-Krater hervorruft. Die Landschaft besteht aus Grasland, besonders zu beiden Seiten des Flusses, offener Baumsavanne, dichtem Busch- und Waldland sowie Hügeln und Felskuppen mit spärlichem Bewuchs. Baobab-Bäume sind überdurchschnittlich häufig anzutreffen. Einige davon sind 300 Jahre alt. Die Baobabs des Tarangire-Nationalparks werden gelegentlich auch als „Bäume des Lebens“ bezeichnet. Sie speichern viel Feuchtigkeit in ihren Wurzeln, die verschiedene Säugetiere, insbesondere Elefanten, während der Trockenzeit als Wasserquelle nutzen. Sie bieten auch einen Lebensraum für einige Tierarten, vor allem für Mungos und Büffel. Der berühmteste Baobab ist der sogenannte Jägerbaobab, dessen hohler Stamm angeblich Jägern als Unterschlupf diente. Es gibt auch schöne Bestände der flachkronigen Acacia tortillis und gelegentlich Palmen.
Im Süden befinden sich einige ausgedehnte Sumpfgebiete, die sich in der Trockenzeit in grüne Ebenen verwandeln. Während der Regenzeit sind sie unpassierbar, aber in der übrigen Zeit des Jahres trocknen sie aus und färben sich einheitlich grün.

## Tierwelt

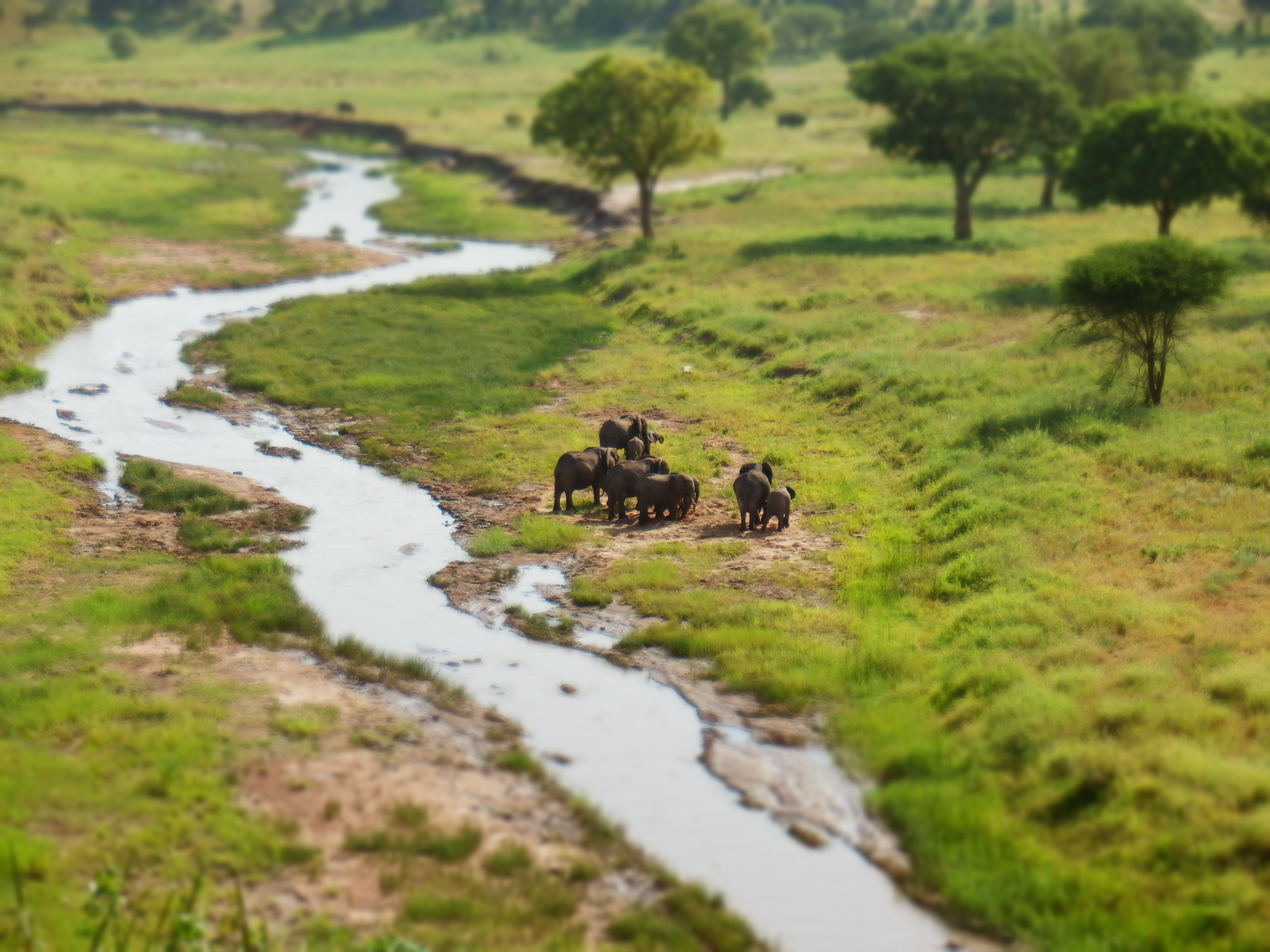
Elefantenherde am Tarangire-Fluss

Im ganzen Tarangire-Nationalpark kommt die Tsetsefliege vor, welche die Schlafkrankheit überträgt. Die Wildtiere sind dagegen weitgehend immun.
Unter anderem leben im Tarangire-Nationalpark Steppenzebras, Streifengnus, Impalas, Wasserböcke, Kleine Kudus, Afrikanische Büffel, Giraffen, Flusspferde, Warzenschweine, Löwen, Geparden, Leoparden, Hyänen, Afrikanische Wildhunde, Zebramangusten, Anubispaviane, Südliche Grünmeerkatzen und 300 Vogelarten. Das einst in großer Zahl vorkommende Spitzmaulnashorn ist ausgerottet. Die Zahl der Elefanten betrug von 1977 bis 1987 3000 Exemplare, im Tarangire-Nationalpark einschließlich des Simanjiro-Gebietes wurden im Mai 1988 über 5000 und in der Trockenzeit über 6000 Elefanten gezählt. Eine andere Zählung ergab 6110 Individuen im Jahr 1987. Tarangire ist auch der einzige Park im Norden Tansanias, in dem man große Kudus, Oryxantilopen und Gerenuks sehen kann.

## Tierwanderung
Das vielleicht berühmteste Merkmal von Tarangire ist seine jährliche Tierwanderung, die ein wenig an die große Gnuwanderung in der Serengeti erinnert.
In der Regenzeit von November bis Mai, wenn es in anderen, nährstoffreicheren Regionen reichlich Wasser gibt, verlässt ein Teil der Wildtiere Tarangires den Park, angelockt vom nährstoffreicheren Gras aus der Serengeti oder dem benachbarten Lake Manyara.
Zur Trockenzeit von Juni bis Oktober, wenn das Gras anderswo verdorrt, kehren die großen Tierherden in den Tarangire-Nationalpark zurück, wo der ständig fließende Tarangire-Fluss sie mit Nahrung versorgt, um die lange Trockenzeit zu überstehen.
Die großen Elefantenherden mit einer geschätzten Population von 10.000 Tieren sind eine Attraktion des Nationalparks.

## Reisezeit
Im Allgemeinen wird empfohlen, Tarangire in der Trockenzeit von Juni bis Oktober zu besuchen.
Zu dieser Zeit wandern sowohl Raubtiere als auch Pflanzenfresser hierher, angezogen vom Wasserreichtum.
In der Regenzeit von Februar bis Mai sind die Tiere aufgrund des größeren Wasserreichtums weniger auf den Fluss und das Grundwasser angewiesen und verstreuen sich ins Hinterland oder wandern komplett aus. Gras in großer Höhe erschwert zu dieser Zeit die Beobachtung von Wildtieren. Der Park wird tierärmer.

## Besuch und angrenzende Schutzgebiete
Für den Besuch des Parks benötigt man eine kostenpflichtige Besuchserlaubnis, die man an den Eingängen bekommt. Die Straßen im Park sind ungepflastert und nur mit Geländewagen gut zu befahren. Die Besucherzahlen im Park schwanken stark, er wird auch stark von Tansaniern besucht.
An den Süden und Südosten des Tarangire-Nationalparks grenzt die Simanjiro-Mkungunero Conservation and Livestock Area mit einem größeren Gebiet als der Park selbst, darin ist die Haltung von Haustieren, also der Herden der Massai, erlaubt. Im Nordosten schließt sich die Lolkisasle Game Conservation Area an den Park an, im Nordwesten erstreckt sich die Tarangire-Nationalpark-Pufferzone zum Schutz der dorthin wandernden Tiere und als Teil eines Korridors zum Lake-Manyara-Nationalpark. Insgesamt umfasst das Ökosystem 20.000 km².